# Backhaus Bremthal

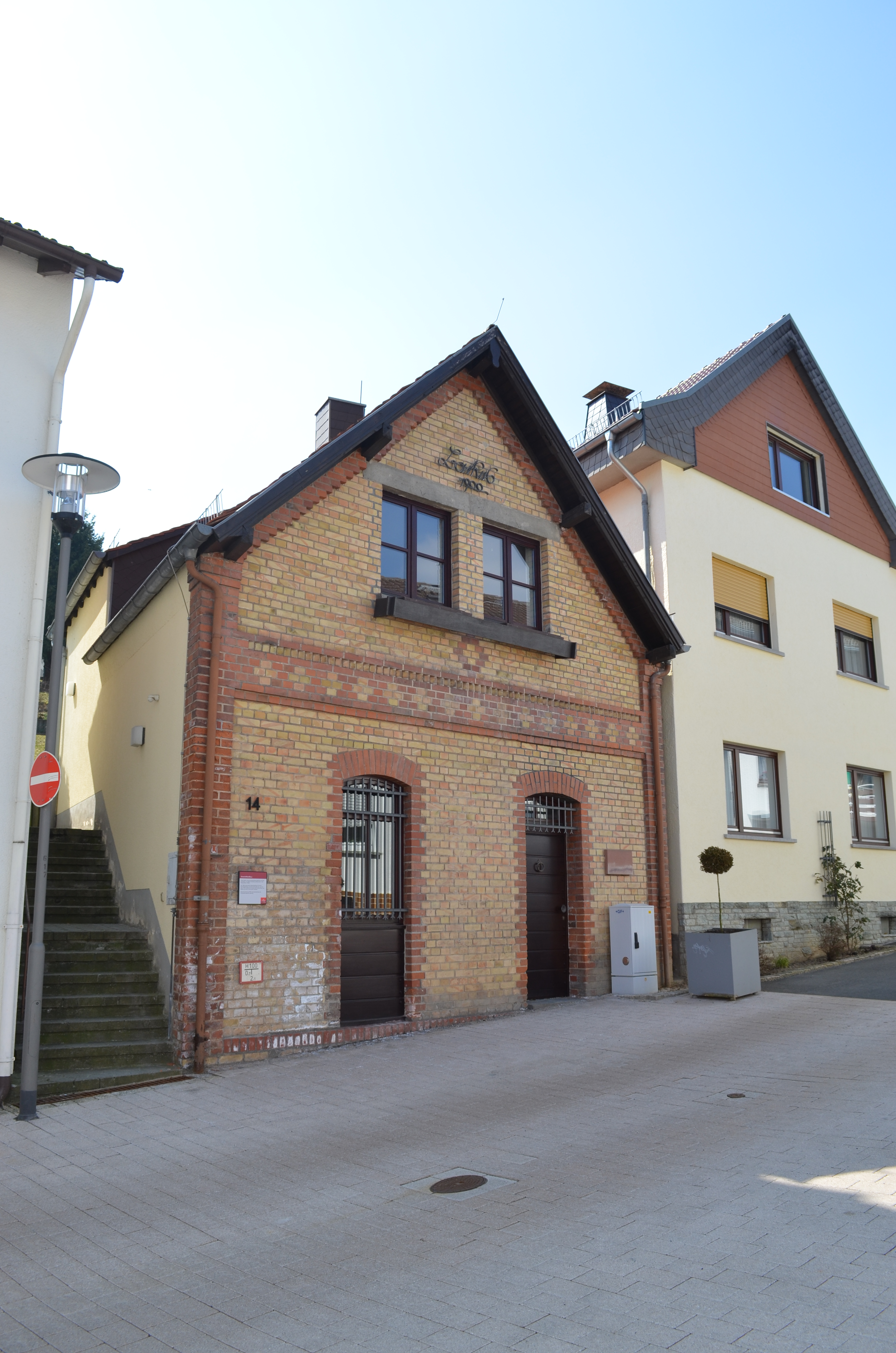
Backhaus Bremthal

Das Backhaus Bremthal wurde um 1900 errichtet und diente als Backhaus der Gemeinde Bremthal (heute Stadtteil von Eppstein). Es steht unter Denkmalschutz.
Das Backhaus stand ursprünglich am Kirchberg und wurde erstmals 1686 erwähnt. Dieses Haus wurde abgerissen und durch einen Neubau an der Wiesbadener Straße ersetzt. Auch dieser ist nicht erhalten. Stattdessen wurde um 1900 das heutige Backhaus in der Bornstraße 14 neben dem Heimatmuseum erbaut. Es handelt sich um einen Backsteinbau mit farbig abgesetzten Ziergliedern wie Türrahmungen, Gesims, Lisenen. Das Backhaus ist das besterhaltene, allerdings auch jüngste Beispiel im Main-Taunus-Kreis. Das Haus wurde bis in die 1950er Jahre als Backhaus genutzt. Auch heute noch ist der Ofen erhalten. 1983 wurde das Haus saniert und wird seitdem als Veranstaltungsort des Kulturkreises Eppstein genutzt.